# Veit Stolzenberger

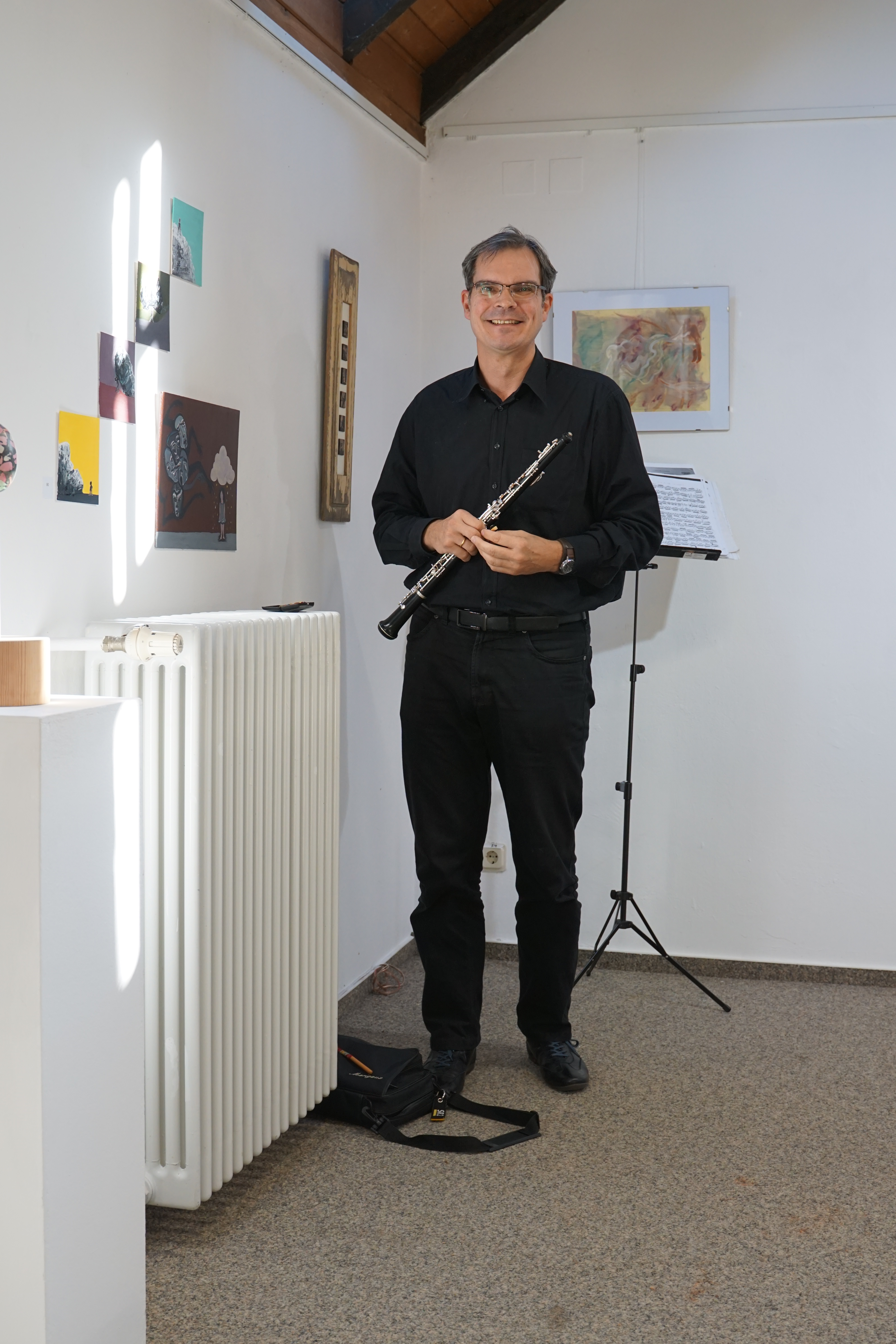
Veit Stolzenberger (2021)

Veit Stolzenberger (* 1965 in Soest) ist ein deutscher Oboist.

## Werdegang
Veit Stolzenberger erlernte das Oboenspiel bei Karl Hentschel, Klaus Kärcher (Robert Schumann Hochschule Düsseldorf) und Hansjörg Schellenberger (Berliner Philharmoniker). 1989 legte er die Künstlerische Reifeprüfung und 1993 das Konzertexamen ab. Er war Preisträger und Stipendiat des Kulturkreises der Deutschen Wirtschaft.

## Musikalische Tätigkeit
Er gab Solokonzerte und führte Kurse durch in Südamerika, Japan und China mit Ur- und Erstaufführungen von Werken von Helmut Lachenmann, Piotr Moss, Dimitri Terzakis, Hans-Joachim Hespos und Einojuhani Rautavaara.
Von 1989 bis 1995 war Stolzenberger Solo-Oboist der Berliner Symphoniker, seit 1994 ist er in gleicher Position bei der jetzigen Deutschen Radio Philharmonie Saarbrücken Kaiserslautern tätig. Seit 2006 ist er Mitglied des AVALON Bläserquintetts und seit 2013 Gastkünstler „Strategic Alliance“ des Miami Symphony Orchestra.
Der Komponist Rick LaSalle widmete ihm eine Sonate.

## Diskografie
- Luciano Berio: "Opus Number Zoo", PercPro 2002
- Rick LaSalle: Bläsersonaten, Pro Classics 2001
- Ferdinand Thieriot: Quintett A-Dur, Arte Nova 1999